# Juan María Maury
Juan María Maury Benítez o Juan María Maury Pleville (Málaga, 1772 - París, 1845), escritor español.

## Biografía
Hijo de Juan Bautista Maury, comerciante acuadalado, y de María Benítez de Castañeda, se educó en el extranjero (Francia e Inglaterra) por lo cual pudo versificar con igual maestría en castellano que en francés. Viajó por Italia. En 1806 publicó en Madrid el poema La agresión británica, escrita con motivo del inesperado ataque que sufrieron en 1804 varios barcos españoles que volvían de América. Tuvo que emigrar a Francia en 1814 como afrancesado por haber apoyado a José Bonaparte y haber sido diputado en las Cortes de Bayona. Años después publicó la oda Al feliz reintegro de la Casa de Borbón en los tronos de España y Francia, Madrid, 1818, traducción italiana del conde Próspero Balbo, Turín, 1822. Siguió Espagne Poétique, París, 1826-1827, donde tradujo primorosamente al francés los clásicos de la lírica española desde el siglo XV con ilustraciones biográficas, históricas y literarias.
En sus poesías pudo tanto mostrar originalidad como imitar a Virgilio, al Ariosto, a Dryden y a Pope; le distingue la plasticidad y dominio de la forma, lo que ofrece gran consistencia a sus estrofas.

## Obra
Destacan sus poemas sueltos La ramilletera ciega y el romance La timidez. Es bastante más largo Esvero y Almedora, poema en doce cantos (París, 1840 y Barcelona, 1841), que narra el famoso episodio medieval del Paso Honroso del caballero Suero de Quiñones (Esvero en la obra), en octavas reales. El tema había sido ya tratado por el Duque de Rivas ("El paso honroso", en sus Poesías, 1820 en versión definitiva) y fue un poema de larga gestación, pues ya estaba bastante adelantado en 1826, según declara el autor en ese mismo año en la dedicatoria de su Espagne Poétique y la cita que hizo de él Antonio Alcalá Galiano en el prólogo a El moro expósito del Duque siete años más tarde. No se trata de una epopeya culta, sino de un romanzo a la italiana de compleja pero muy estudiada trama, donde es patente la huella del Orlando furioso de Ludovico Ariosto y donde se intercalan a manera de descanso pequeñas narraciones originales o de origen folklórico o literario, y cuyo propósito es ensalzar las virtudes caballerescas frente a su trivialización por parte de los libros de caballerías. También las ocasionales digresiones, como la que ocupa el principio del canto IV sobre el Arte y la Crítica poseen la función de distraer cuando la acción principal desfallece. Las estrofas están magníficamente cinceladas según los más exigentes criterios del Neoclasicismo. Se trata de un poema de un clasicismo liberado que contrastaba con algo más puramente romántico, el liberalismo moderado de El moro expósito, del Duque de Rivas, que sí puede considerarse propiamente una leyenda. Los valores del poema lo sitúan sin embargo entre lo mejor de la poesía narrativa del siglo XIX. Tras la aparición de este poema su autor sostuvo una cierta polémica con el poeta Juan Nicasio Gallego.
La pericia en cuestiones de métrica de Maury se evidencia en una interesante carta sobre el verso endecasílabo que fue publicada en la Gramática de Vicente Salvá. Fue académico honorario de la Española y caballero gran cruz de la Orden de Carlos III. Destacó como poeta de formación neoclásica y como comentarista de la lírica española.